# Queen of Charisma
Queen of Charisma는 대한민국 가수 엄정화의 여섯 번째 정규 앨범이다. 2000년에 발매되었다. 타이틀곡은 〈Escape〉, 후속곡은 〈틈〉이다.

## 특징
- 엄정화는 이 앨범에서 "카리스마의 여왕"이라는 컨셉트를 통해 호화스러운 귀족 이미지를 전면에 내세웠다. 영국에서 앨범 포토 세션이 진행되었고 영국 출신 스타일리스트가 기용되었다. 또한 엄정화는 이병헌, 최지우가 주연한 드라마 《아름다운 날들》에 특별 출연하여 컴백과 앨범 컨셉트를 홍보하기도 했다.
- 이 앨범의 CD 케이스 크기가 한층 크기 때문에 일반적인 CD 선반에는 들어가지 않는다는 점이 지적되었다.
- 이 앨범의 타이틀곡인 〈Escape〉는 유럽의 테크노, 남아메리카의 탱고 리듬을 결합한 댄스곡으로서 주영훈이 작곡·작사를 담당했다. 또한 엄정화는 시퀸이 달린 와이드 팬츠, 독특한 올림머리 스타일을 통해 "카리스마의 여왕"이라는 컨셉트를 표현했다. 하지만 이전 작품과는 달리 대중에게 큰 인기를 받지 못했으며 3집 이후 처음으로 음악 차트에 오르지 못했다.
- 〈Escape〉 뮤직비디오에서는 마술사가 사람을 향해 칼을 던지는 장면, 엄정화가 상체의 상당 부분을 노출한 장면이 문제가 되어 텔레비전 방송국들이 방송을 금지했지만 엄정화의 요청에 따라 다시 제작되지 않았고 그대로 출시되었다.
- 이 앨범에 수록된 일렉트로니카 댄스곡인 〈틈〉은 원래 〈Escape〉와 함께 제작되어 활동곡으로 고려되지 않았다. 하지만 팬들의 요청에 따라 〈Escape〉의 후속곡으로 결정되었고 뮤직비디오도 제작되었다.
- 〈틈〉 뮤직비디오는 킹콩이 등장하는 장면이 특징이었지만 성공하지 못했다. 이 앨범은 엄정화에게 자신의 경력에 큰 분기점이 되었고 엄정화는 한동안 연기 활동에 전념했다.
- 이 앨범에 수록된 〈장미의 전쟁〉은 이승환이 작사, 작곡을 담당했다.

## 수록곡
| #            | 제목                  | 작사           | 작곡         | 편곡         | 재생 시간 |
| ------------ | --------------------- | -------------- | ------------ | ------------ | --------- |
| 1.           | 〈Come On〉           |                |              |              | 4:48      |
| 2.           | 〈틈〉                | 김건우         | 김건우       | 김건우       | 4:09      |
| 3.           | 〈Escape〉            | 주영훈         | 주영훈       | 주영훈       | 3:48      |
| 4.           | 〈Time Goes By〉      | 한진우         | 안정훈       | 안정훈       | 3:55      |
| 5.           | 〈슬픈착각〉          | 이승호, 하루키 | 윤일상       | 윤일상       | 3:46      |
| 6.           | 〈Pleasure〉          | 조은희         | 김조한       | 김조한       | 4:11      |
| 7.           | 〈Maria〉             | 최희진         | 황세준       | 이정훈       | 3:55      |
| 8.           | 〈내곁에 있었을 때〉  | 강은경         | 이경섭       | 이경섭       | 4:20      |
| 9.           | 〈Game〉              | 조규만         | 조규만       | 조규만       | 3:32      |
| 10.          | 〈Fantasy〉           | 주영훈         | 주영훈       | 주영훈       | 3:50      |
| 11.          | 〈장미의 전쟁〉       | 이승환         | 이승환       | 황성제       | 4:05      |
| 12.          | 〈이별이죠〉          | 조규만         | 조규만       | 김민수       | 4:25      |
| 13.          | 〈Falling〉           | 주영훈         | 주영훈       | 주영훈       | 3:43      |
| 14.          | 〈Baby Baby Tell Me〉 | 최희진         | 정재윤       | 정재윤       | 3:30      |
| 총 재생 시간 | 총 재생 시간          | 총 재생 시간   | 총 재생 시간 | 총 재생 시간 | 55:57     |